# Anisorchis opisthorchis
Anisorchis opisthorchis är en plattmaskart. Anisorchis opisthorchis ingår i släktet Anisorchis och familjen Fellodistomatidae. Inga underarter finns listade i Catalogue of Life.